# 34838 Lazowski
34838 Lazowski è un asteroide della fascia principale. Scoperto nel 2001, presenta un'orbita caratterizzata da un semiasse maggiore pari a 3,1624975 au e da un'eccentricità di 0,0905431, inclinata di 9,92759° rispetto all'eclittica.
L'asteroide è dedicato al medico polacco Eugene Lazowski.